# Schiedeella crenulata
Schiedeella crenulata es una especie de planta de la familia de las orquidáceas, nativa de México.

## Descripción
Schiedeella crenulata es una orquídea de hábito terrestre y flores muy pequeñas, de color blanco o crema, con líneas de color marrón sobre las brácteas. El labelo (labio inferior) tiene el borde crenulado.

## Taxonomía
Schiedeella crenulata fue descrita en 1997 por Mario Adolfo Espejo Serna y Ana Rosa López-Ferrari, sobre un basónimo de Louis Otho Williams, en Phytologia 82(2): 80.

### Etimología
Schiedeella: nombre genérico dado en honor al botánico alemán Christian Julius Schiede, quien realizó colectas de varias de las especies del grupo.
crenulata: epíteto latino que significa 'con pequeños dientes redondeados'.

### Sinonimia
- Gularia crenulata (L.O.Williams) Garay
- Schiedeella trilineata var. crenulata (L.O.Williams) Szlach.
- Spiranthes trilineata var. crenulata L.O.Williams[1]